# Ponte da Biscaia
A Ponte da Biscaia, é uma ponte de transporte, concebida, desenhada e construída pela iniciativa privada entre 1887 e 1893, que une as duas margens da ria de Bilbau, na  Biscaia, Espanha. Foi inaugurada em 1893, sendo a primeira de seu tipo no mundo.
A ponte recebe vários nomes, com o nome oficial de "Ponte de Vizcaya", mas também é chamada de "Ponte Pênsil", "Portugalete", "Guecho" e "Bilbao". Também chamada de "Ponte Palácio" em homenagem a seu arquiteto, Alberto Palacio. A ponte liga a cidade de Portugalete com o bairo de Las Arenas, que pertence ao município de Guecho / Getxo, assim com às margens da Ria de Bilbao. Sua construção foi devida a uma necessidade de unir os balneários existentes nas margens do rio, destinados à burguesia industrial e aos turistas do final do século XIX.